# Нежни витки опосум
Нежни витки опосум (Marmosops parvidens) је врста сисара из породице опосума (Didelphidae) и истоименог реда (Didelphimorphia).

## Распрострањење
Врста има станиште у Бразилу, Венецуели, Гвајани, Суринаму и Француској Гвајани.

## Станиште
Станиште нежног витког опосума су примарне тропске кишне шуме на надморској висини до 2.000 м.

## Угроженост
Ова врста није угрожена, и наведена је као последња брига јер има широко распрострањење.

### Популациони тренд
Популациони тренд је за ову врсту непознат.